# Laguna Penas
A  Laguna Penas é um lago localizado na Guatemala. Localiza-se no departamento de Retalhuleu, Município de Champerico.